# Oscar Azarcon Solis

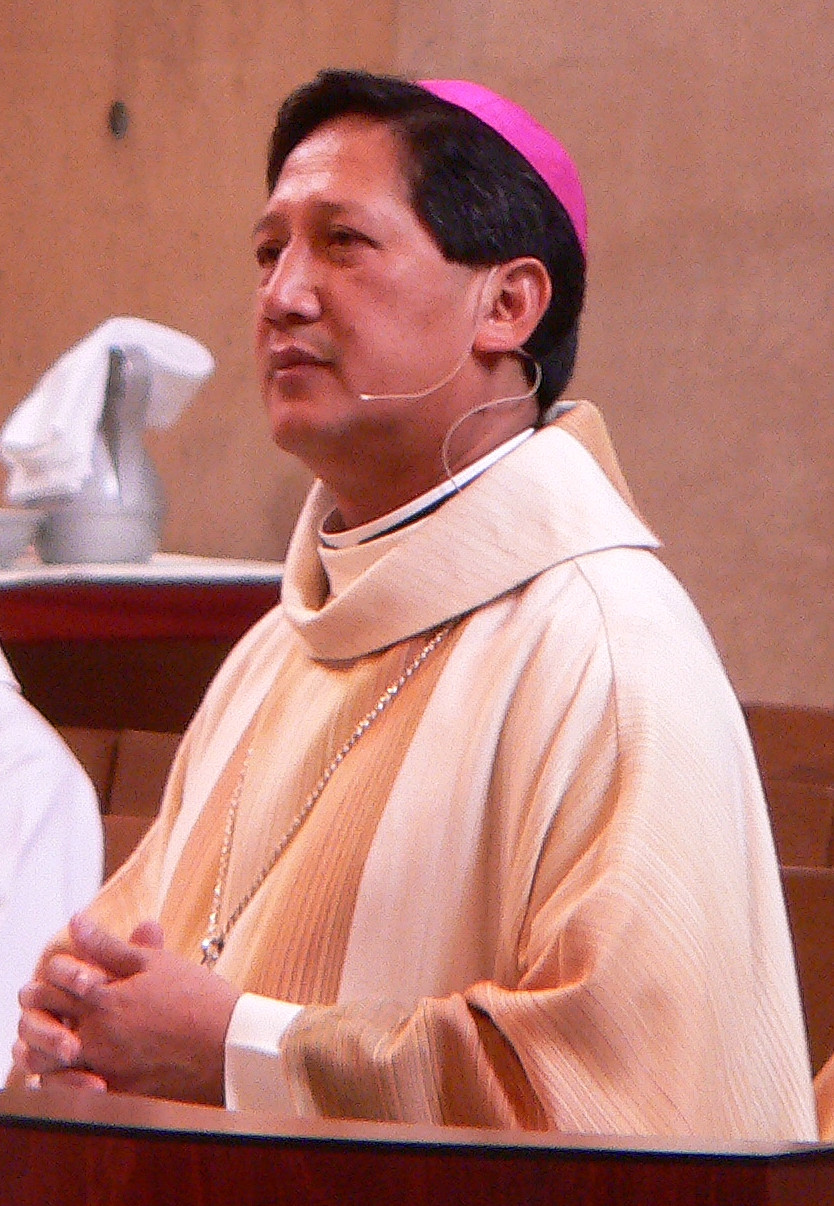
Weihbischof Oscar Azarcon Solis (2005)

Wappen von Oscar Azarcon Solis

Oscar Azarcon Solis (* 13. Oktober 1953 in San Jose City, Philippinen) ist ein philippinischer Geistlicher und römisch-katholischer Bischof von Salt Lake City.

## Leben
Oscar Azarcon Solis empfing am 28. April 1979 das Sakrament der Priesterweihe für das Bistum Cabanatuan. Am 17. Juni 1992 wurde Oscar Azarcon Solis in den Klerus des Bistums Houma-Thibodaux inkardiniert.
Am 11. Dezember 2003 ernannte ihn Papst Johannes Paul II. zum Titularbischof von Urci und zum Weihbischof in Los Angeles. Der Erzbischof von Los Angeles, Roger Michael Kardinal Mahony, spendete ihm am 10. Februar 2004 die Bischofsweihe; Mitkonsekratoren waren der Bischof von Houma-Thibodaux, Sam Gallip Jacobs, und der Bischof von Lafayette, Charles Michael Jarrell.
Papst Franziskus ernannte ihn am 10. Januar 2017 zum Bischof von Salt Lake City. Die Amtseinführung fand am 7. März desselben Jahres statt.